# فهرست اهالی کنتاکی

پرچم کنتاکی

موقعیت کنتاکی بر روی نقشه ایالات متحده

این فهرستی است از افراد قابل ذکری که در مشترک‌المنافع کنتاکی (به انگلیسی: Kentucky) آمریکا زاده شده‌اند یا مدت قابل توجهی در آن زندگی کرده‌اند.

## نویسندگان و خبرنگاران
| نام                           | دلیل سرشناسی                         | ارتباط با کنتاکی                     |
| ----------------------------- | ------------------------------------ | ------------------------------------ |
| لری فلینت (زادهٔ ۱۹۴۲)         | ناشر مجله هاسلر                      | زادهٔ لیکویل (شهرستان مگافین، کنتاکی) |
| تونی مور (زادهٔ ۱۹۷۸)          | خالق مردگان متحرک (کتاب مصور)        | زادهٔ و بزرگ‌شدهٔ سینسیانا، کنتاکی      |
| هلن توماس (۱۹۲۰–۲۰۱۳)         | خبرنگار کاخ سفید                     | زادهٔ وینچستر، کنتاکی                 |
| هانتر اس. تامپسون (۱۹۳۷–۲۰۰۵) | روزنامه‌نگار و مؤلف                   | زادهٔ لوییویل، کنتاکی                 |
| رابرت پن وارن (۱۹۰۵–۱۹۸۹)     | اولین ملک‌الشعرای ایالات متحده آمریکا | زادهٔ گاتری، کنتاکی                   |

## شخصیت‌های فیلم، رادیو و تلویزیون
| نام                                 | دلیل سرشناسی                                                        | ارتباط با کنتاکی                                              |
| ----------------------------------- | ------------------------------------------------------------------- | ------------------------------------------------------------- |
| ند بیتی (زادهٔ ۱۹۳۷)                 | هنرپیشه                                                             | زادهٔ لوییویل، کنتاکی                                          |
| جیمز بست (۱۹۲۶–۲۰۱۵)                | بازیگر                                                              | زادهٔ پادرلی، کنتاکی                                           |
| جنیفر کارپنتر (زادهٔ ۱۹۷۹)           | بازیگر                                                              | زادهٔ لوییویل، کنتاکی                                          |
| جان کارپنتر (زادهٔ ۱۹۴۸)             | کارگردان                                                            | بزرگ‌شدهٔ بولینگ گرین، کنتاکی و در دانشگاه کنتاکی غربی شرکت کرد |
| ویل چیس (زادهٔ ۱۹۷۰)                 | بازیگر                                                              | زادهٔ فرانکفورت، کنتاکی                                        |
| جرج کلونی (زادهٔ ۱۹۶۱)               | بازیگر برنده جایزه اسکار و کارگردان                                 | زادهٔ لکسینگتون، کنتاکی، بزرگ‌شدهٔ آگوستا، کنتاکی                |
| نیک کلونی (زادهٔ ۱۹۳۴)               | سلبریتی و خبرنگار                                                   | زادهٔ مایزویل، کنتاکی                                          |
| رزماری کلونی (۱۹۲۸–۲۰۰۲)            | بازیگر و خوانندگی                                                   | زادهٔ و بزرگ‌شدهٔ مایزویل، کنتاکی                                |
| جویس کامپتون (۱۹۰۷–۱۹۹۷)            | بازیگر                                                              | زادهٔ لکسینگتون، کنتاکی                                        |
| ویلیام کنراد (۱۹۲۰–۱۹۹۴)            | بازیگر، کارگردان، شیوه روایت                                        | زادهٔ و بزرگ‌شدهٔ لوییویل، کنتاکی                                |
| تام کروز (زادهٔ ۱۹۶۲)                | بازیگر و تهیه‌کننده فیلم                                             | بزرگ‌شدهٔ لوییویل، کنتاکی                                       |
| کسی دپایوا (زادهٔ ۱۹۶۱)              | بازیگر                                                              | زادهٔ و بزرگ‌شدهٔ مورگانفیلد، کنتاکی                             |
| جانی دپ (زادهٔ ۱۹۶۳)                 | بازیگر                                                              | زادهٔ اوونزبروو، کنتاکی                                        |
| آیرین دان (۱۸۹۸–۱۹۹۰)               | بازیگر                                                              | زادهٔ لوییویل، کنتاکی                                          |
| فرح فتح (زادهٔ ۱۹۸۴)                 | بازیگر فیلم روزهای زندگی ما                                         | زادهٔ لکسینگتون، کنتاکی                                        |
| دن گلووی (۱۹۳۷–۲۰۰۹)                | بازیگر                                                              | زادهٔ و بزرگ‌شدهٔ بروکسویل، کنتاکی                               |
| ربکا گی‌هارت (زادهٔ ۱۹۷۱)             | بازیگر                                                              | زادهٔ هزرد، کنتاکی                                             |
| بیلی گیلبرت (۱۸۹۴–۱۹۷۱)             | بازیگر و کمدین                                                      | زادهٔ لوییویل، کنتاکی                                          |
| دی. دبلیو. گریفیث (۱۸۷۵–۱۹۴۸)       | کارگردان فیلم                                                       | زادهٔ لا گرینج، کنتاکی                                         |
| فلورانس هندرسون (۱۹۳۴–۲۰۱۶)         | بازیگر                                                              | بزرگ‌شدهٔ اوونزبروو، کنتاکی                                     |
| بوید هالبروک (زادهٔ ۱۹۸۱)            | بازیگر                                                              | زادهٔ پرستونسبورگ، کنتاکی                                      |
| جاش هاپکینز (زادهٔ ۱۹۷۰)             | بازیگر                                                              | زادهٔ لکسینگتون، کنتاکی                                        |
| الیزابت آن هولت (۱۹۶۰–۲۰۰۳)         | مدیر اجرایی کشتی کج                                                 | زادهٔ لوییویل، کنتاکی، بزرگ‌شدهٔ فرانکفورت، کنتاکی               |
| جاش هاچرسون (زادهٔ ۱۹۹۲)             | بازیگر                                                              | زادهٔ آنیون                                                    |
| اشلی جاد (زادهٔ ۱۹۶۸)                | بازیگر                                                              | بزرگ‌شدهٔ اشلند، کنتاکی                                         |
| پاتریشیا کالمبر (زادهٔ ۱۹۵۶)         | بازیگر                                                              | بزرگ‌شدهٔ لوییویل، کنتاکی                                       |
| رابرت کارنز (۱۹۱۷–۱۹۷۹)             | بازیگر                                                              | زادهٔ پادوکا                                                   |
| تامی کرک (زادهٔ ۱۹۴۱)                | بازیگر                                                              | زادهٔ لوییویل، کنتاکی                                          |
| جنیفر لارنس (زادهٔ ۱۹۹۰)             | بازیگر برنده اسکار                                                  | زادهٔ و بزرگ شدهٔ لوییویل، کنتاکی                               |
| مگی لاسون (زادهٔ ۱۹۸۰)               | بازیگر                                                              | زادهٔ لوییویل، کنتاکی                                          |
| مت لانگ (زادهٔ ۱۹۸۰)                 | بازیگر                                                              | زادهٔ وینچستر، کنتاکی                                          |
| لی میجرز (زادهٔ ۱۹۳۹)                | هنرپیشه                                                             | بزرگ‌شدهٔ میدلزبرو، کنتاکی                                      |
| ترنس مان (زادهٔ ۱۹۵۱)                | هنرپیشه                                                             | زادهٔ اشلند، کنتاکی                                            |
| ویلیام میپاتر (زادهٔ ۱۹۶۵)           | هنرپیشه                                                             | زادهٔ لوییویل، کنتاکی                                          |
| ویکتور ماتیور (۱۹۱۵–۱۹۹۹)           | بازیگر                                                              | زادهٔ لوییویل، کنتاکی                                          |
| ملیسا مک‌براید (زادهٔ ۱۹۶۵)           | بازیگر و کارگردان                                                   | زادهٔ لکسینگتون، کنتاکی                                        |
| کاترین مکورد (زادهٔ ۱۹۷۴)            | بازیگر و مدل                                                        | زادهٔ لوییویل، کنتاکی                                          |
| ماری مک‌دانلد (۱۹۲۳–۱۹۶۵)            | بازیگر و خواننده                                                    | زادهٔ برگن، کنتاکی                                             |
| چارلز میدلتون (هنرپیشه) (۱۸۷۴–۱۹۴۹) | بازیگر                                                              | زادهٔ الیزابت‌تاون، کنتاکی                                      |
| چارلز نپیر (هنرپیشه) (۱۹۳۶–۲۰۱۱)    | بازیگر                                                              | زادهٔ اسکاتسویل، کنتاکی                                        |
| پاتریشا نیل (۱۹۲۶–۲۰۱۰)             | بازیگر برنده اسکار                                                  | زادهٔ پاکارد (شهرستان ویتلی، کنتاکی)                           |
| گریدی نات (۱۹۳۷–۱۹۸۱)               | طنزپرداز مذهبی؛ شخصیت تلویزیونی                                     | زیسته در زمان مرگش از جمله تمام دوران به شهرت رسیدن او        |
| وارن اوتس (۱۹۲۸–۱۹۸۲)               | بازیگر                                                              | زادهٔ دپوی (شهرستان مولنبرگ، کنتاکی)                           |
| شان اوبراین (زادهٔ ۱۹۶۳)             | بازیگر                                                              | زادهٔ لوییویل، کنتاکی                                          |
| آنی پاتس (زادهٔ ۱۹۵۲)                | بازیگر                                                              | بزرگ‌شدهٔ فرانکلین، کنتاکی                                      |
| لارنس پرسمن (زادهٔ ۱۹۳۹)             | بازیگر                                                              | زادهٔ سینسیانا، کنتاکی                                         |
| وس رمزی (زادهٔ ۱۹۷۷)                 | بازیگر                                                              | زادهٔ لوییویل، کنتاکی                                          |
| جفری ریدیک (زادهٔ ۱۹۶۹)              | فیلم‌نامه‌نویس، بازیگر، و تهیه‌کننده فیلم                              | بزرگ‌شدهٔ جکسن، کنتاکی                                          |
| جسیکا ری (زادهٔ ۱۹۸۲)                | بازیگر                                                              | زادهٔ فورت کمپبل نورت                                          |
| راب ریگل (زادهٔ ۱۹۷۰)                | بازیگر در نمایش روزانه, اداره (مجموعه تلویزیونی) و پخش زنده شنبه شب | زادهٔ لوییویل، کنتاکی                                          |
| کلی رادرفورد (زادهٔ ۱۹۶۸)            | بازیگر و دختر سخن‌چین                                                | زادهٔ الیزابت‌تاون، کنتاکی                                      |
| جری راین (زادهٔ ۱۹۶۸)                | بازیگر                                                              | بزرگ‌شدهٔ پدوکا، کنتاکی                                         |
| میچل رایان (زادهٔ ۱۹۲۸)              | بازیگر                                                              | زادهٔ لوییویل، کنتاکی                                          |
| داین سایر (زادهٔ ۱۹۴۵)               | روزنامه‌نگار                                                         | زادهٔ و بزرگ‌شدهٔ گلاسگو، کنتاکی در لوییویل، کنتاکی زندگی می‌کند  |
| مایکل شنون (زادهٔ ۱۹۷۴)              | بازیگر                                                              | زادهٔ لکسینگتون، کنتاکی                                        |
| ویلیام شاتنر (زادهٔ ۱۹۳۱)            | بازیگر                                                              | به‌طور فصلی ساکن شهرستان وودفورد، کنتاکی                       |
| مالی سیمز (زادهٔ ۱۹۷۳)               | بازیگر و مدل                                                        | زادهٔ موری، کنتاکی                                             |
| جین اسمیت-کمرون (زادهٔ ۱۹۵۵)         | بازیگر                                                              | زادهٔ لوییویل، کنتاکی                                          |
| هل اسپارکس (زادهٔ ۱۹۶۹)              | بازیگر                                                              | بزرگ‌شدهٔ پیکس‌میل                                               |
| هری دین استنتون (زادهٔ ۱۹۲۶)         | بازیگر                                                              | زادهٔ وست اروین (شهرستان استیل، کنتاکی)                        |
| کریشل استوز (زادهٔ ۱۹۸۱)             | بازیگر                                                              | زادهٔ درافنویل (شهرستان مارشال، کنتاکی)                        |
| مارتا استوارت (زادهٔ ۱۹۲۲)           | بازیگر و مجری                                                       | زادهٔ باردول، کنتاکی                                           |
| مادام سال-تی-وان (۱۸۷۳–۱۹۵۹)        | بازیگر                                                              | زادهٔ لوییویل، کنتاکی                                          |
| گاس ون سنت (زادهٔ ۱۹۵۲)              | کارگردان                                                            | زادهٔ لوییویل، کنتاکی                                          |
| جیم وارنی (۱۹۴۹–۲۰۰۰)               | بازیگر و کمدین                                                      | زادهٔ لکسینگتون، کنتاکی                                        |
| جک واردن (۱۹۲۰–۲۰۰۶)                | بازیگر                                                              | بزرگ‌شدهٔ لوییویل، کنتاکی                                       |
| موس واتسون (زادهٔ ۲۰ ژوئیه ۱۹۴۸)     | بازیگر                                                              | ساکن بریا، کنتاکی و تحصیل‌کرده کالج بریا                       |
| چاک وولری (زادهٔ ۱۹۴۰)               | مجری نمایش بازی                                                     | زادهٔ اشلند، کنتاکی                                            |
| شان یانگ (زادهٔ ۱۹۵۹)                | بازیگر                                                              | زادهٔ لوییویل، کنتاکی                                          |
| استیو زان (زادهٔ ۱۹۶۷)               | بازیگر                                                              | ساکن شهرستان اسکات، کنتاکی                                    |

## رهبران سیاسی و حکومتی
| نام                             | دلیل سرشناسی | ارتباط با کنتاکی                                                                        |
| ------------------------------- | --- | --------------------------------------------------------------------------------------- |
| آلبن دابلیو. بارکلی (۱۸۷۷–۱۹۵۶) | معاون رئیس‌جمهور ایالات متحده آمریکا | زادهٔ شهرستان گریوس، کنتاکی، بیشتر دوران بزرگسالی خود را در پدوکا، کنتاکی زندگی کرده است |
| لوئیس برندایس (۱۸۵۶–۱۹۴۱)       | قاضی دیوان عالی ایالات متحده آمریکا | زادهٔ و بزرگ‌شدهٔ لویی‌ویل                                                                  |
| جان سی. برکینریج (۱۸۲۱–۱۸۷۵)    | معاون رئیس‌جمهور آمریکا | زادهٔ لکسینگتون، کنتاکی                                                                  |
| جان‌وای براون جونیور (زادهٔ ۱۹۳۳) | فرماندار کنتاکی | زادهٔ لکسینگتون، کنتاکی                                                                  |
| هپی چندلر (۱۸۹۸–۱۹۹۱)           | فرماندار کنتاکی و کمیسر بیسبال | زادهٔ کوریدن، کنتاکی                                                                     |
| هنری کلی (۱۷۷۷–۱۸۵۲)            | دولت‌مرد | زیسته در لکسینگتون، کنتاکی                                                              |
| جفرسون دیویس (۱۸۰۸–۱۸۸۹)        | رئیس‌جمهور ایالات موتلفه | زادهٔ کریستین، میزوری                                                                    |
| وندل اچ. فورد (۱۹۲۴–۲۰۱۵)       | پنجاه و سومین فرماندار کنتاکی (۱۹۷۱–۱۹۷۴)، چهل و پنجمین معاون فرماندار (۱۹۶۷–۱۹۷۱)، سناتور ایالات متحده (۱۹۷۴–۱۹۹۹)، عضو حزب دموکرات، خدمت‌کرده و جانباز ارتش و عضو گارد ملی کنتاکی (۱۹۴۴–۱۹۴۶ و ۱۹۴۹–۱۹۶۲) | زادهٔ و بزرگ‌شدهٔ اوونزبروو، کنتاکی                                                        |
| برت گاتری (زادهٔ ۱۹۶۴)           | نماینده مجلس نمایندگان ایالات متحده آمریکا از حوزه انتخابیه دوم کنتاکی | زادهٔ فلارنس، آلاباما، آلاباما; ساکن بولینگ گرین، کنتاکی                                 |
| ریچارد ام. جانسون (۱۷۸۰–۱۸۵۰)   | نهمین معاون رئیس‌جمهور آمریکا | زادهٔ شهرستان جفرسون، کنتاکی                                                             |
| رابرت وارد جانسون (۱۸۱۴–۱۸۷۹)   | سناتور ایالات موتلفه از آرکانزاس | زادهٔ شهرستان اسکات، کنتاکی                                                              |
| آبراهام لینکلن (۱۸۰۹–۱۸۶۵)      | شانزدهمین رئیس‌جمهور ایالات متحده آمریکا | زادهٔ بخشی از شهرستان هاردین، کنتاکی که امروز جزوی است از شهرستان لرو، کنتاکی            |
| مری تاد لینکلن (۱۸۱۸–۱۸۸۲)      | همسر آبه لینکلن و بانوی اول کنتاکی (۱۸۶۱–۱۸۶۵)، پژوهشگر موردی و روان‌پزشکی متعدد | زادهٔ و بزرگ‌شدهٔ لکسینگتون، کنتاکی                                                        |
| میچ مکانل (زادهٔ ۱۹۴۲)           | سناتور ایالات متحده از کنتاکی از ۱۹۸۵ و رهبران حزبی سنای ایالات متحده آمریکا | زادهٔ شفیلد، آلاباما، و بزرگ‌شدهٔ لوییویل، کنتاکی                                          |
| اسکات پروییت (زادهٔ ۱۹۶۸)        | دادستان کل اکلاهما | بزرگ‌شدهٔ لکسینگتون، کنتاکی                                                               |
| آدلی استیونسون یکم (۱۸۳۵–۱۹۱۴)  | معاون رئیس‌جمهور آمریکا | زادهٔ شهرستان کریستین، کنتاکی                                                            |
| زکری تیلور (۱۷۸۴–۱۸۵۰)          | دوازدهمین رئیس‌جمهور آمریکا | بزرگ‌شدهٔ کنتاکی                                                                          |